# Cedusa poochia
Cedusa poochia är en insektsart som beskrevs av Kramer 1986. Cedusa poochia ingår i släktet Cedusa och familjen Derbidae. Inga underarter finns listade i Catalogue of Life.